# The District Attorney's Brother
The District Attorney's Brother est un film muet américain réalisé par Francis Ford et sorti en 1914.

## Fiche technique
- Réalisation : Francis Ford
- Scénario : Grace Cunard
- Durée : 20 minutes
- Date de sortie : États-Unis : 8 décembre 1914

## Distribution
- Francis Ford : Frank, le district attorney
- Grace Cunard : la veuve
- John Ford[1] : Jack, le frère de Frank